# Daniel K Daniel
Daniel Kanayo Daniel (Maiduguri, 22 de mayo de 1986) es un actor y modelo nigeriano, reconocido por su papel como Bossman en la película de acción de 2015 A Soldier's Story, por la que obtuvo galardones en 2016 en los Africa Magic Viewers' Choice Awards y los Premios de la Academia del Cine Africano. Otras participaciones destacadas del actor incluyen las películas 76 (al lado de Ramsey Nouah, Chidi Mokeme y Rita Dominic) y Mummy Dearest (junto a la veterana actriz Liz Benson).

## Premios
| Año  | Evento                                   | Categoría                               | Resultado |
| ---- | ---------------------------------------- | --------------------------------------- | --------- |
| 2014 | City People Awards                       | Mejor actor nuevo                       | Ganador   |
| 2014 | Best of Nollywood Awards                 | Revelación del año                      | Ganador   |
| 2016 | Africa Magic Viewers Choice Awards       | Mejor actor en una producción dramática | Ganador   |
| 2016 | Premios de la Academia del Cine Africano | Mejor actor                             | Ganador   |
| 2016 | Golden Movie Awards                      | Mejor actor                             | Nominado  |
| 2016 | Nigeria Entertainment Awards             | Mejor actor                             | Nominado  |
| 2018 | Zafaa Awards                             | Mejor actor de reparto                  | Ganador   |

## Filmografía

### Cine
| Año  | Título                   | Director                        |
| ---- | ------------------------ | ------------------------------- |
| 2010 | Ladies' Men              | Afam Okereke                    |
| 2010 | The Child                | Izu Ojukwu                      |
| 2010 | Under 1 and 2            | Nonso Emekaekwue                |
| 2010 | Sarah’s Choice           | Mak Kusare                      |
| 2012 | Paint My Life/Tempest    | Tchidi Chikere                  |
| 2012 | Lions of 76              | Izu Ojukwu                      |
| 2013 | Book of Magic            | Nonso Ekene-Okonkwo             |
| 2013 | Spirit Girl              | Nonso Ekene-Okonkwo             |
| 2014 | Matchmaker               | Solomon McAuley                 |
| 2014 | Girl                     | Solomon McAuley                 |
| 2014 | I'm Audrey               | Alex Mouth                      |
| 2014 | Mummy Dearest            | Willis Ikedum                   |
| 2014 | Almost Perfect           | Desmond Elliot                  |
| 2014 | A Long Night             | Desmond Elliot                  |
| 2014 | Same Difference          | Ehizojie Ojeshobolo             |
| 2014 | Devil in Red             | Chucks-John Ejiofor             |
| 2014 | Bambitious               | Okechukwu Oku                   |
| 2014 | Fearless Lions           | Vincent D Anointed              |
| 2014 | Chimobi                  | Emeka Nnakihe                   |
| 2015 | Dise’s Secrets           | Jay Franklyn Jituboh/Chris Odeh |
| 2015 | Amiable                  | Stanlee Ohikhuare               |
| 2015 | A Soldier's Story        | Frankie Ogar                    |
| 2015 | Perfectly Flawed         | Chris Eneng                     |
| 2016 | Schemers                 | Gbenga Salu                     |
| 2016 | For the Wrong Reasons    | Elvis Chuks                     |
| 2016 | Obsessed                 | Dabbie Chimere                  |
| 2016 | The Flute Boy            | Amaechi Ukeje                   |
| 2016 | The Brotherhood          | Prince Emeka Ani                |
| 2016 | What Goes Around         | Sadiq Sule                      |
| 2016 | Icheke Oku               | Emeka Amakeze                   |
| 2016 | Awele My Love            | Victor Okoli                    |
| 2016 | Brother's Love           | Ben Emeh                        |
| 2016 | Chidera                  | Henry Mgbemele                  |
| 2016 | '76                      | Izu Ojukwu                      |
| 2016 | Eye of Love              | Ugezu J Ugezu                   |
| 2016 | Oloibiri                 | Curtis Graham                   |
| 2017 | Saved by Love            | Ifeanyi Azodoh                  |
| 2017 | A Day Outside            | Ilochi Olisaemeka               |
| 2017 | Heavy in the Game        | Evans Osigwe                    |
| 2017 | Scorned                  | Tokunbo Ahmed/Asurf Oluseyi     |
| 2017 | Broken Reed              | Kabat Esosa Egbon               |
| 2017 | The Guardian             | Kabat Esosa Egbon               |
| 2017 | Black Widow              | Chibuike Ike                    |
| 2017 | Hell or High Water       | Asurf Oluseyi                   |
| 2018 | Mummy Dearest 2          | Willis Ikedum                   |
| 2018 | Talking Dolls            | Sukie Oduwole                   |
| 2018 | After Dark               | Chris Eneaji                    |
| 2018 | Low Lifes and High hopes | Bright Osafamwen                |
| 2019 | The Wedding Gown         | Edward Uka                      |
| 2019 | The Fugitive             | Andy Boyo                       |
| 2019 | The Oblivion             | Ndave Njoku                     |
| 2019 | The Clash                | Goodnews Isika                  |
| 2019 | Let Karma                | Biodun Stephen                  |
| 2020 | Akpe                     | Toka Mcbarbor                   |

### Televisión
| Año  | Título                        | Director        |
| ---- | ----------------------------- | --------------- |
| 2010 | My Treasure                   | Livinus Otteh   |
| 2011 | Away from Home                | Wonder Obasi    |
| 2013 | Car Hire                      | Frankie Ogar    |
| 2015 | Pulse                         | Paul Igwe       |
| 2016 | How to Die in an African Home | Daniel K Daniel |
| 2017 | Professor John Bull           | Tchidi Chikere  |
| 2017 | Tinsel                        |                 |